# Haywardina morima
Haywardina morima är en fjärilsart som beskrevs av William Schaus 1902. Haywardina morima ingår i släktet Haywardina och familjen praktfjärilar. Inga underarter finns listade i Catalogue of Life.